# Licneremaeus lineatus
Licneremaeus linieatus – gatunek roztocza z kohorty mechowców i rodziny Licneremaeidae.
Gatunek ten został opisany w 1979 roku przez Marie Hammer.
Mechowiec o żółtawoszarym ciele długości ok. 0,18 mm. Rostrum z przodu przejrzyste, dalej ciemne i tam opatrzone szczecinami rostralnymi. Prodorsum z kilkoma listewkami, w tym jedną V-kształtną naprzeciwko notogaster; między listwami oskórek siateczkowany. Notogaster z niewyraźnym wzorem i 13 parami gładkich szczecin notogastralnych. Z tylnej krawędzi kamerostomu wychodzą 3 zakrzywione listewki sięgające zlanych epimerów III i IV. Tarczka wentralna z małymi guzkami i delikatnymi liniami.
Gatunek znany tylko z indonezyjskiej wyspy Jawa.